# 馬塞山
69°52′S 65°18′E / 69.867°S 65.300°E
馬塞山（英語：Mount Macey）是南極洲的山峰，位於麥克羅伯特森地，處於斯蒂尼爾冰原島峰東南面28公里，海拔高度1,960米，在1954年由澳大利亞探險隊發現，現時由南極條約體系管理。